# Ato jurídico
Ato jurídico ou acto jurídico é uma manifestação da vontade humana que produz efeitos jurídicos, causando a aquisição, modificação ou extinção de relações jurídicas e de seus direitos. Assim, são fatos jurídicos que consistem em manifestações da vontade humana.
O conceito tem sua origem na doutrina alemã pandectista de finais do século XVIII, tendo tido seu desenvolvimento completo em meados do século XIX com as contribuições da Escola Histórica do Direito e da Jurisprudência dos conceitos que muito influenciaram o Direito no resto do mundo, especialmente nos países de tradição continental.

## Conceito
Os atos jurídicos aparecem dentro do conceito mais amplo de fato jurídico, sendo um desdobramento deste. Os fatos jurídicos são acontecimentos em virtude dos quais as relações jurídicas nascem, se modificam e se extinguem. Estes acontecimentos podem ser naturais, quando advêm de fenômenos naturais, isto é, independentes da vontade humana, ou humanos, quando produto desta vontade. Assim, os fatos jurídicos em sentido amplo dividem-se em fatos jurídicos em sentido estrito (os acontecimentos naturais) e em atos jurídicos (os acontecimentos humanos). Assim, atos jurídicos são manifestações da vontade humana que geram efeitos jurídicos, consistindo esses efeitos na criação, modificação ou extinção de relações jurídicas.

## Origem do conceito
O conceito de ato jurídico nasceu juntamente com o conceito de relação jurídica, confundindo-se suas origens. Foi Savigny quem primeiro o formulou em seu livro "System des heutigen römischen Rechts" (Sistema do Direito Romano Atual), lançado durante a década de 1840, que buscava dar características sistemáticas ao Corpus Juris Civilis, ainda em vigor como direito subsidiário e através da Jurisprudência e dos costumes. Neste livro, Savigny conceituou relação jurídica como um vínculo de "pessoa a pessoa, determinada por uma regra de direito que confere a cada sujeito um domínio onde sua vontade reina independente de qualquer vontade estranha", aparecendo a noção de fato jurídico como a causa da criação e extinção dessas relações.
Assim, uma das grandes inovações da escola de Savigny consiste no tratamento que dá ao texto justinianeu. Embora o texto fosse estudado de diversos modos desde à sua redescoberta durante a Idade Média, em Bolonha, pelas diversas escolas de pensamento jurídico que, sucessivamente, apareceram (como a Escola dos glosadores e a Escola dos comentadores), foi apenas durante o século XIX que os juristas se propuseram a reelaborar cientificamente o material recebido, reordenando-o em função de pontos de vista unitários. Assim, a Escola histórica criou as bases para uma ciência jurídica do Direito privado, ao mesmo tempo histórica e sistemática: estava lançada a base da Jurisprudência dos conceitos de Puchta que seria um esforço de sistematizar os conceitos expostos na tradição da qual a Alemanha do século XIX estava inserida.

## Espécies
Os atos jurídicos dividem-se em atos ilícitos e atos lícitos. Quanto aos atos lícitos, existem duas correntes doutrinárias, denominadas unitária e dualista. Para a primeira, a categoria básica e única definidora do ato jurídico é a manifestação da vontade, inexistindo, portanto, razão para distinguir meros atos de negócios jurídicos. Para a segunda corrente, interessa, além da manifestação da vontade, a intenção dessa vontade, isto é, o que ela visa. Assim, os atos jurídicos aos quais a lei permite que a intenção da pessoa module seus efeitos são chamados de negócios jurídicos e aqueles aos quais a lei não franqueia essa possibilidade, definindo já ela todos os seus efeitos, são chamados de atos jurídicos em sentido estrito (ou meros atos). Esta última corrente, a dualista, é a majoritária.

### Atos ilícitos
O ato ilícito é derivado da manifestação da vontade humana, sendo praticado em desacordo com a ordem jurídica, violando direito subjetivo. Assim, é ato praticado com a infração de um dever legal ou contratual, resultando dano para outrem, o que gera o dever de indenizar. O ato ilícito produz efeitos jurídicos não desejados pelo agente, mas impostos pela lei.

### Atos jurídicos em sentido estrito
Os Atos jurídicos em sentido estrito são aqueles que derivam de um comportamento humano, nos quais os efeitos jurídicos (criação, conservação, modificação ou extinção de direitos) estão fundamentalmente previstos na lei. Neste tipo de ato a manifestação de vontade não se subordina ao campo da autonomia privada, ou seja, o agente não possui a faculdade de moldar os efeitos que sua manifestação de vontade produzirá.
Um exemplo que ilustra essa ausência de autonomia do agente nessa espécie de ato jurídico é o reconhecimento de filho. O Estatuto da Criança e do Adolescente, em seu artigo 26, permite que este filho seja reconhecido de vários modos: no próprio termo de nascimento, por testamento, mediante escritura, etc. Nesse caso, o agente não possui a autonomia de modificar os efeitos do reconhecimento da paternidade, excluindo o filho reconhecido da herança legal, por exemplo. Dessa forma, não existirá autonomia privada dependendo da intenção da vontade do agente, visto que do ato jurídico em sentido estrito surgem efeitos jurídicos já previstos na lei e que não podem ser afastados ou modificados, bem como nenhum outro efeito pode ser acrescentado.
Importantes autores nacionais, como Maria Helena Diniz e Orlando Gomes, subdividem os atos jurídicos em sentido estrito em Atos materiais ou reais, que consistem numa atuação da declaração de vontade que lhes dá existência imediata, não possuindo destinatário, e em Participações, que são declarações de vontade para a ciência ou comunicação de intenções ou fatos para outras pessoas, possuindo existência mediata.

### Negócio Jurídico
Os Negócios jurídicos, ao contrário dos atos jurídicos em sentido estrito, condicionam seus efeitos jurídicos, principalmente, à livre manifestação de vontade dos agentes.